# Vélodrome André-Pétrieux
Vélodrome André-Pétrieux – otwarty (niezadaszony) tor kolarski w Roubaix, we Francji. Został otwarty w 1936 roku. Może pomieścić 6000 widzów. Długość toru wynosi 499,75 m.
Od 1943 roku na torze corocznie (z wyjątkiem lat 1986–1988) miejsce ma finisz wyścigu kolarskiego Paryż-Roubaix dla mężczyzn (od 2021 r. także dla kobiet)
W 2012 roku w sąsiedztwie welodromu otwarto nowy, zadaszony tor kolarski.